# 大相撲この一年
『大相撲この一年』（おおずもうこのいちねん）とは、年末にNHK総合で放送される大相撲の特別番組である。内容に関しては、その名の通り、出演した力士が一年を振り返り、来年の抱負を述べる番組である。
主な出演者は、NHK専属大相撲解説者の第52代横綱北の富士勝昭と舞の海秀平、またその年に活躍した力士である。

## 放送
- 『大相撲この一年 夢紡いだ支え』（NHK総合、2020年12月30日、18:05 - 18:35）[3]
  - 【出演】貴景勝、朝乃山、正代、照ノ富士[3]